# Brandsø
Brandsø ist eine dänische Insel im Kleinen Belt, der Meerenge zwischen Jütland und der Insel Fyn (deutsch Fünen), etwa zwischen Middelfart und der Insel Årø gelegen. Die Insel ist 203,9 Hektar groß und gehört zur Kirchspielsgemeinde (dän.: Sogn) Bågø Sogn, die bis 1970 zur Harde Båg Herred im Odense Amt gehörte, danach zur Assens Kommune im Fyns Amt, die mit der Kommunalreform zum 1. Januar 2007 in der „neuen“ Assens Kommune in der Region Syddanmark aufgegangen ist.

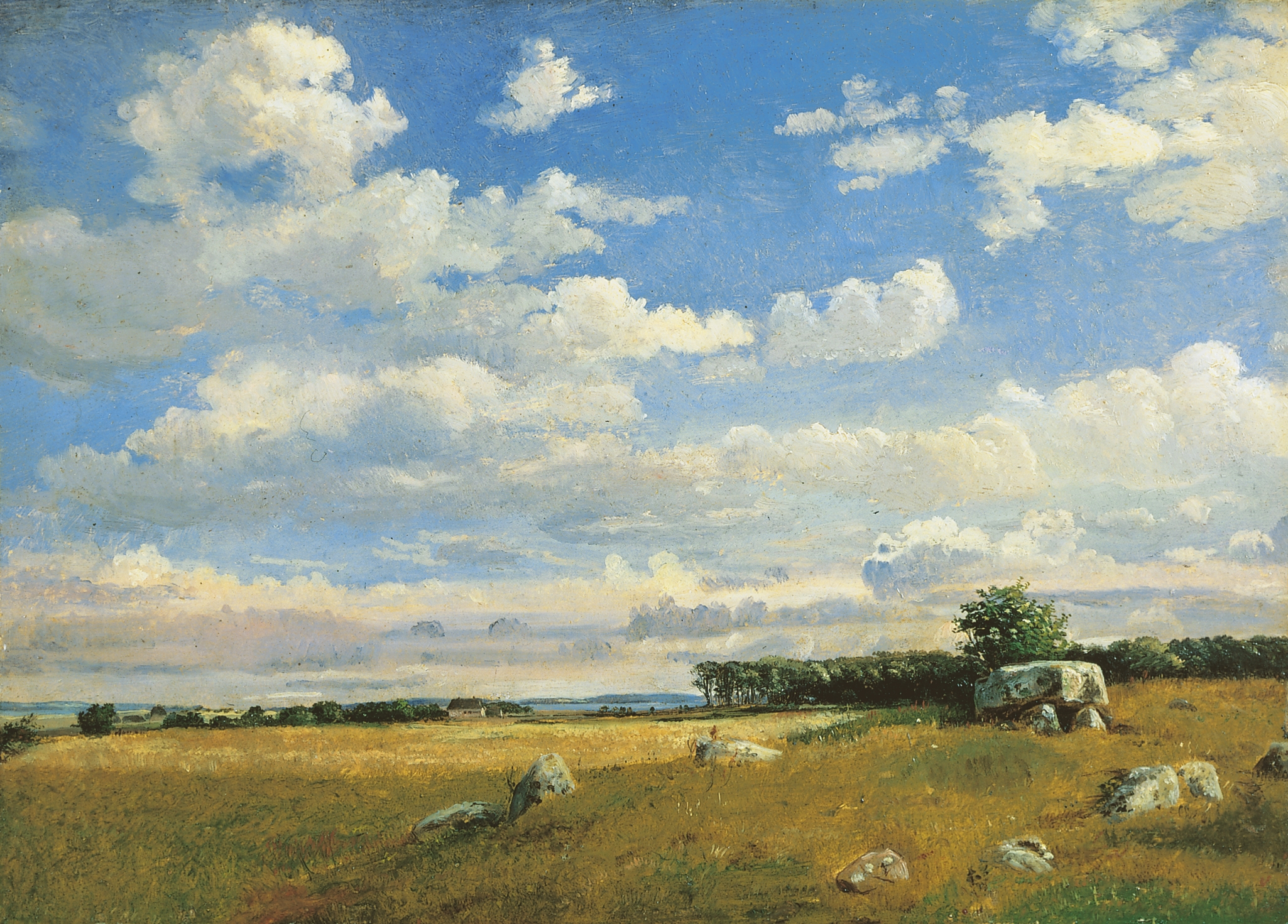
Der von „Dankvart Dreyer“ gemalte Runddysse Kæmpehøj

Bewohnten in den 1920er Jahren noch über 50 Personen die Insel, so ist sie seit Ende der 1960er Jahre unbewohnt.
Die Insel spielte eine Rolle im dänisch-schwedischen Krieg von 1657 bis 1658; dem Zweiten Nordischen Krieg. 1974 war Brandsø als möglicher Standort für ein Kernkraftwerk im Gespräch.
Auf der Insel befinden sich zwei Dolmen von denen der Runddysse auf einem bekannten Gemälde von Dankvart Dreyer (1816–1852) verewigt wurde. Der Langdysse Svenskehøj liegt wenige hundert Meter östlich.